# Rebelia surientella
Rebelia surientella är en fjärilsart som beskrevs av Charles Théophile Bruand d’Uzelle 1858. Rebelia surientella ingår i släktet Rebelia och familjen säckspinnare. Inga underarter finns listade.